# Right Round
"Right Round" là một bài hát của rapper người Mỹ Flo Rida hợp tác với ca sĩ người Mỹ Kesha nằm trong album phòng thu thứ hai của anh, R.O.O.T.S. (2009). Nó được phát hành như là đĩa đơn đầu tiên trích từ album vào ngày 27 tháng 1 năm 2009 bởi Poe Boy Entertainment và Atlantic Records. Bài hát được đồng viết lời bởi Flo Rida, Dr. Luke, Kool Kojak, DJ Frank E, Philip Lawrence, Bruno Mars và Aaron Bay-Schuck, trong đó sử dụng đoạn nhạc mẫu từ bài hát năm 1985 của Dead or Alive là "You Spin Me Round (Like a Record)" do năm thành viên của nhóm (Pete Burns, Steve Coy, Wayne Hussey, Tim Lever và Mike Percy) viết lời, và được sản xuất bởi Luke và Kojak. Đây là một bản dirty rap và electropop với nội dung đề cập đến nỗi ám ảnh của một người đàn ông với một vũ công múa cột. Mặc dù tham gia góp giọng cho "Right Round", Kesha đã không được đề cập trong thành tích của bài hát trên các bảng xếp hạng ở Hoa Kỳ và Canada.
Sau khi phát hành, "Right Round" đa phần nhận được những phản ứng tiêu cực từ các nhà phê bình âm nhạc, trong đó họ đánh giá nó là "xáo rỗng" và có phần lời bài hát thể hiện thái độ "hạ thấp phụ nữ". Tuy nhiên, bài hát đã gặt hái những thành công vượt trội về mặt thương mại, đứng đầu các bảng xếp hạng ở Úc, Canada, Ireland và Vương quốc Anh, và lọt vào top 10 ở hầu hết những quốc gia nó xuất hiện, bao gồm vươn đến top 5 ở Áo, Bỉ, Brazil, Đan Mạch, Phần Lan, Đức, Hà Lan, New Zealand, Na Uy, Thụy Điển và Thụy Sĩ. Tại Hoa Kỳ, "Right Round" đạt vị trí số một trên bảng xếp hạng Billboard Hot 100 trong sáu tuần liên tiếp, trở thành đĩa đơn quán quân thứ hai của Flo Rida cũng như phá vỡ kỷ lục về doanh số tiêu thụ nhạc số trong tuần đầu lúc bấy giờ với 636,000 bản, một kỷ lục chỉ bị phá vỡ vào năm 2015 bởi đĩa đơn của Adele là "Hello" với 1.11 triệu bản. Tính đến nay, nó đã bán được hơn 12 triệu bản trên toàn cầu, trở thành một trong những đĩa đơn bán chạy nhất mọi thời đại.
Video ca nhạc cho "Right Round" được đạo diễn bởi Malcolm Jones, trong đó Flo Rida trình diễn bài hát trên một màn hình lớn và xen kẽ với hình ảnh những cô gái nhảy múa xung quanh anh. Nó đã nhận được nhiều lượt yêu cầu phát sóng trên những kênh truyền hình âm nhạc như MTV, VH1 và BET, cũng như gặt hái một đề cử tại giải Video âm nhạc của MTV năm 2009 ở hạng mục Video Hip-Hop xuất sắc nhất. Để quảng bá bài hát, Flo Rida đã trình diễn "Right Round" trên nhiều chương trình truyền hình và lễ trao giải lớn, bao gồm American Idol, The Ellen DeGeneres Show, Jimmy Kimmel Live! và Today, cũng như trong tất cả những chuyến lưu diễn của anh. Kể từ khi phát hành, nó đã được hát lại và nhại lại bởi một số nghệ sĩ, như "Weird Al" Yankovic và Taylor Swift, cũng như xuất hiện trong nhiều tác phẩm điện ảnh và truyền hình, bao gồm Chuck, CSI: Miami, Gossip Girl, The Hangover, Pitch Perfect và The Ugly Truth.

## Danh sách bài hát
| - Đĩa CD #1 tại châu Âu / CD tại Úc và Hoa Kỳ 1. "Right Round" – 3:27 - Đĩa CD tại Đức 1. "Right Round" – 3:27 2. "Low" (Travis Barker phối lại) – 4:16 - Đĩa CD #2 tại châu Âu / CD maxi tại Hoa Kỳ 1. "Right Round" (Benny Benassi phối lại) – 6:31 2. "Right Round" (Benny Benassi phối lại chỉnh sửa) – 3:22 3. "Right Round" (Mark Brown phối lại) – 6:51 4. "Right Round" (Mark Brown phối lại Dub) – 6:51 | - Đĩa 12" tại Hoa Kỳ 1. "Right Round" – 3:27 2. "Right Round" (không lời) – 3:23 3. "Shone" (bản album) – 4:13 4. "Shone" (không lời) – 4:13 - Đĩa CD #3 tại châu Âu 1. "Right Round" – 3:27 2. "Right Round" (không lời) – 3:23 3. "In the Ayer" (Jason Nevins phối lại) – 6:47 4. "Right Round" (video ca nhạc) – 3:26 |

## Xếp hạng
| Bảng xếp hạng (2009)                     | Vị trí cao nhất |
| ---------------------------------------- | --------------- |
| Úc (ARIA)                                | 1               |
| Áo (Ö3 Austria Top 40)                   | 2               |
| Bỉ (Ultratop 50 Flanders)                | 2               |
| Bỉ (Ultratop 50 Wallonia)                | 1               |
| Brazil (ABPD)                            | 4               |
| Canada (Canadian Hot 100)                | 1               |
| Đan Mạch (Tracklisten)                   | 3               |
| Châu Âu (European Hot 100 Singles)       | 2               |
| Phần Lan (Suomen virallinen lista)       | 3               |
| Pháp (SNEP)                              | 2               |
| Đức (Official German Charts)             | 4               |
| Hungary (Rádiós Top 40)                  | 5               |
| Hungary (Dance Top 40)                   | 3               |
| Ireland (IRMA)                           | 1               |
| Ý (FIMI)                                 | 18              |
| Nhật Bản (Japan Hot 100)                 | 8               |
| Hà Lan (Dutch Top 40)                    | 3               |
| Hà Lan (Single Top 100)                  | 4               |
| New Zealand (Recorded Music NZ)          | 2               |
| Na Uy (VG-lista)                         | 2               |
| Scotland (OCC)                           | 1               |
| Slovakia (Rádio Top 100)                 | 3               |
| Tây Ban Nha (PROMUSICAE)                 | 7               |
| Thụy Điển (Sverigetopplistan)            | 2               |
| Thụy Sĩ (Schweizer Hitparade)            | 2               |
| Anh Quốc (OCC)                           | 1               |
| Hoa Kỳ Billboard Hot 100                 | 1               |
| Hoa Kỳ Adult Pop Airplay (Billboard)     | 31              |
| Hoa Kỳ Hot R&B/Hip-Hop Songs (Billboard) | 63              |
| Hoa Kỳ Hot Rap Songs (Billboard)         | 3               |
| Hoa Kỳ Pop Airplay (Billboard)           | 1               |
| Hoa Kỳ Rhythmic (Billboard)              | 3               |

| Bảng xếp hạng (2009)                 | Vị trí |
| ------------------------------------ | ------ |
| Australia (ARIA)                     | 5      |
| Australia Urban (ARIA)               | 2      |
| Austria (Ö3 Austria Top 75)          | 7      |
| Belgium (Ultratop 50 Flanders)       | 23     |
| Belgium (Ultratop 40 Wallonia)       | 24     |
| Canada (Canadian Hot 100)            | 3      |
| Denmark (Tracklisten)                | 18     |
| Europe (European Hot 100 Singles)    | 16     |
| Finland (Suomen virallinen lista)    | 7      |
| France (SNEP)                        | 31     |
| Germany (Official German Charts)     | 20     |
| Hungary (Rádiós Top 40)              | 8      |
| Hungary (Dance Top 40)               | 20     |
| Ireland (IRMA)                       | 12     |
| Italy (FIMI)                         | 68     |
| Japan (Japan Hot 100)                | 85     |
| Netherlands (Dutch Top 40)           | 12     |
| Netherlands (Single Top 100)         | 47     |
| New Zealand (Recorded Music NZ)      | 7      |
| Norway (VG-lista)                    | 14     |
| Sweden (Sverigetopplistan)           | 9      |
| Switzerland (Schweizer Hitparade)    | 6      |
| UK Singles (Official Charts Company) | 22     |
| US Billboard Hot 100                 | 6      |
| US Pop Songs (Billboard)             | 7      |
| US Rap Songs (Billboard)             | 19     |
| US Rhythmic (Billboard)              | 15     |

| Bảng xếp hạng (2000-09)    | Vị trí |
| -------------------------- | ------ |
| Australia (ARIA)           | 18     |
| Netherlands (Dutch Top 40) | 80     |
| US Billboard Hot 100       | 80     |

## Chứng nhận
| Quốc gia | Chứng nhận  | Số đơn vị/doanh số chứng nhận |
| --- | ----------- | ----------------------------- |
| Úc (ARIA) | 3× Bạch kim | 210.000^                      |
| Áo (IFPI Áo) | Vàng        | 15.000*                       |
| Canada (Music Canada) | 4× Bạch kim | 160.000*                      |
| Đan Mạch (IFPI Đan Mạch) | Bạch kim    | 60,000^                       |
| Phần Lan (Musiikkituottajat) | Vàng        | 5,552                         |
| Pháp (SNEP) | —           | 102,300                       |
| Đức (BVMI) | Bạch kim    | 400,000^                      |
| Ý (FIMI) | Vàng        | 25,000*                       |
| Nhật Bản (RIAJ) | Vàng        | 100.000^                      |
| New Zealand (RMNZ) | Bạch kim    | 15.000*                       |
| Thụy Sĩ (IFPI) | Bạch kim    | 30.000^                       |
| Anh Quốc (BPI) | Bạch kim    | 600.000‡                      |
| Hoa Kỳ (RIAA) Nhạc số | 6× Bạch kim | 5,572,000                     |
| Hoa Kỳ (RIAA) Nhạc chuông | Vàng        | 500.000^                      |
| * Chứng nhận dựa theo doanh số tiêu thụ. ^ Chứng nhận dựa theo doanh số nhập hàng. ‡ Chứng nhận dựa theo doanh số tiêu thụ và phát trực tuyến. |             |                               |

## Phát hành
| Vùng           | Ngày                | Nhãn                      | Định dạng       |
| -------------- | ------------------- | ------------------------- | --------------- |
| Hoa Kỳ         | 25 tháng 1 năm 2009 | Poe Boy, Atlantic Records | Phát thanh      |
| Hoa Kỳ         | 10 tháng 2 năm 2009 | Poe Boy, Atlantic Records | Tải kĩ thuật số |
| Vương quốc Anh | 1 tháng 3 năm 2009  | Atlantic Records          | Tải kĩ thuật số |
| Vương quốc Anh | 23 tháng 3 năm 2009 | Atlantic Records          | Đĩa đơn CD      |